# Tennesseefloden
Tennessee floden er 1049 km lang. Den har sit udspring i Knoxville i det østlige Tennessee hvor to mindre floder mødes. Herefter forløber den i sydvestlig retning gennem det østlige Tennessee til Chattanooga hvorefter den krydser grænsen til Alabama. Her bevæger den sig vestpå i en bue gennem det nordlige Alabama. Floden danner på et kort stykke grænsen mellem Alabama og Mississippi og fortsætter herefter mod nord gennem Tennessee til Kentucky, hvor den har udløb i Ohio-floden ved Paducah. 
Tennessee floden afvander et område på 105.870 km² og har et gennemsnitligt afløb på 2,000 m³/s, hvilket gør den til Ohio flodens største biflod. Undervejs har floden et fald fra 248 meter over havet til 92 meter over havet. 
Tennessee floden gennemløber Tennessee dalen, og er blevet opdæmmet en række steder. Dæmningerne blev for manges vedkommende bygget som beskæftigelsesarbejder i 1930-erne af Tennessee Valley Authority.
35°57′33″N 83°51′01″V / 35.9592508°N 83.8501808°V